# Georges Musset
 (décembre 2018).
 (décembre 2018).
Si vous disposez d'ouvrages ou d'articles de référence ou si vous connaissez des sites web de qualité traitant du thème abordé ici, merci de compléter l'article en donnant les références utiles à sa vérifiabilité et en les liant à la section « Notes et références ».
Pour les articles homonymes, voir Musset.
Georges Musset, né le 26 novembre 1844 à Thairé et mort le 18 (ou le 28 suivant les sources) mai 1928 à La Rochelle, est un historien et archéologue français.

## Biographie
Archiviste paléographe sorti de l'École des chartes en 1872, a été quelques années notaire dans son pays natal, puis avocat à La Rochelle, avant de devenir conservateur de la bibliothèque, des archives municipales et du musée de 1883 à 1927.
Il fut membre de nombreuses Sociétés Savantes :
- Membre, puis secrétaire général perpétuel en 1881, puis Président en 1906 de l'Académie des belles-lettres, sciences et arts de La Rochelle,
- Président de la Société littéraire de La Rochelle,
- Membre de la Société historique de la Saintonge et de l'Aunis.

Il a été l'un des premiers historiens à dénoncer le « déni » d'histoire ancienne de l'Aunis par ses confrères, dans un plaidoyer en préambule à son ouvrage : la Charente-inférieure avant l'histoire et dans la légende dès 1885.
Il a publié de très nombreux travaux sur l'histoire de l'Aunis et de la Saintonge, dont certains ont été couronnés de prix, notamment :
- Prix Raymond de la Société des études historiques en 1890,
- Prix Loubat de l'Académie des inscriptions en 1904,
- Deuxième mention honorable du concours des antiquités de la France en 1905.

## Publications
- Georges Musset, Le capitole de Saintes, Ed. Hus, 1882.
- Georges Musset, La Rochelle, la rade et le port de La Pallice, Ed. Cosmos, 1902.
- Georges Musset, La Rochelle et ses ports, Ed. Siret, 1890.
- Georges Musset, L'Âge du bronze en Aunis et en Saintonge, 1922.
- Georges Musset, Cartulaire de l'abbaye royale de Saint-Jean-d'Angély, 1901.
- Georges Musset, Glossaire des patois et des parlers de l'Aunis et de la Saintonge, La Rochelle, Imp Masson, 1929-1932.
- Georges Musset (Catalogue de la bibliothèque), Ville de la Rochelle, 1893.
- Georges Musset, Une découverte sensationnelle : Echillais et Moëze, 1906.
- Georges Musset, Les rochelais à Terre-Neuve, 1500-1789, 1899.
- Georges Musset, La Charente-inférieure avant l'histoire et dans la légende, Société littéraire de La Rochelle, 1885.
- Georges Musset, Chartrier de Pons, 1881.
- Georges Musset, Les faïenceries rochelaises, Ed. Reversé, 1888.
- Georges Musset et Jean Fonteneau, dit Alfonse de Saintonge, capitaine-pilote de François 1er, La cosmographie avec l'espèce et régime du soleil et du nord, 1896.